# Euphorbia carteriana
Euphorbia carteriana är en törelväxtart som beskrevs av Peter René Oscar Bally. Euphorbia carteriana ingår i släktet törlar, och familjen törelväxter.
Artens utbredningsområde är Somalia. Inga underarter finns listade i Catalogue of Life.